# Sint-Omaarskerk (Ochtezele)
De Sint-Omaarskerk (Frans:Église Saint-Omer) is de parochiekerk van de gemeente Ochtezele in het Franse Noorderdepartement.

## Geschiedenis
Oorspronkelijk stond hier een 12e-eeuws romaans bedehuis, waarvan enkele muurresten, gebouwd in ijzerzandsteen in de westgevel behouden zijn gebleven. Gedurende de 15e en 16e eeuw werd deze vergroot in laatgotische stijl, waartoe een noordbeuk en drie koren werden bijgebouwd. Een zuidbeuk werd nooit bijgebouwd zodat de oorspronkelijke, smalle, beuk behouden bleef.

## Gebouw
Er is sprake van een op een hallenkerk gelijkend bouwwerk, nu echter met slechts twee even grote beuken. De drie koorgedeelten zijn wel ongeveer even hoog. Er is een achtkantige vieringtoren.

## Interieur
Het orgel, van 1899, werd vervaardigd door de firma Auguste Renard. Het hoofdaltaar is 19e-eeuws en heeft een tabernakel en een altaarstuk. Een 18e-eeuws schilderij stelt Sint-Nicolaas voor die de zee tot rust brengt. Van omstreeks 1700 is het Maria-altaar in de noordkapel. Er zijn enkele grafstenen, waaronder een van 1577. Het zuidelijke zijaltaar (18e eeuw) is gewijd aan Sint-Omaar, waarvan een beeld aanwezig is. Ook het noordelijke zijaltaar is 18e-eeuws en aan Sint-Anna gewijd. Er zijn twee 18e-eeuwse biechtstoelen en ook het doopvont is uit die eeuw.